# (4684) Bendjoya
(4684) Bendjoya es un asteroide perteneciente al cinturón de asteroides, descubierto el 10 de abril de 1978 por Henri Debehogne desde el Observatorio de La Silla, Chile.

## Designación y nombre
Designado provisionalmente como 1978 GJ. Fue nombrado Bendjoya en honor al astrónomo francés Philippe Bendjoya, que desarrolló su trabajo en el Observatorio de Niza, llevando a cabo la investigación en la identificación y análisis físico de familias de asteroides, así como la dinámica de los anillos planetarios.

## Características orbitales
Bendjoya está situado a una distancia media del Sol de 2,398 ua, pudiendo alejarse hasta 2,660 ua y acercarse hasta 2,136 ua. Su excentricidad es 0,109 y la inclinación orbital 5,274 grados. Emplea 1356 días en completar una órbita alrededor del Sol.

## Características físicas
La magnitud absoluta de Bendjoya es 13,2. Tiene 5,25 km de diámetro y su albedo se estima en 0,233.